# ネイサン・クォーリー
ネイサン・クォーリー（Nathan Quarry、1972年3月18日 - ）は、アメリカ合衆国の男性総合格闘家。カリフォルニア州アーケイタ出身。チーム・クエスト所属。ネイト・クォーリー（Nate Quarry）とも表記される。

## 来歴
24歳のとき、特定のバックボーンやスポーツ経験を持たないまま総合格闘技を始めた。
2001年9月8日、Extreme Challengeのドリュー・マクフェドリーズ戦でプロデビューし、2ラウンドでTKO勝ち。その後もGladiator Challenge、King of the Cageなどに出場しキャリアを重ねた。

### TUF
2005年、デビュー以来5勝1敗の戦績を買われ、リアリティ番組の「The Ultimate Fighter」シーズン1にミドル級選手として参加。ランディ・クートゥア率いるチーム・クートゥアに所属しUFCとの正式契約を目指すが、シーズン序盤のトレーニングセッション中に隣で練習していた選手に衝突され、足首に全治6週間の怪我を負った。
シーズン中は問題児であったチームメイトのクリス・リーベンのことを特に気に掛けており、孤立するリーベンを庇い、好人物として人気を博した。その後も怪我の回復を待ちつつ、他の選手とともにシーズンに残留するが脱落を余儀なくされ、代わりに自らの指名によって、既にシーズンを脱落していたリーベンをシーズンに復帰させた。
2005年4月9日、UFCデビューとなったThe Ultimate Fighter 1 Finaleでロデューン・シンケイドと対戦し、TKO勝ちを収めた。

### UFC
2005年11月19日、UFC 56でリッチ・フランクリンのUFC世界ミドル級王座に挑戦し、1ラウンドに左ストレートでKO負けを喫し王座獲得に失敗した。鼻骨骨折し以後約2年間に渡って競技から離脱した。
2007年9月19日のUFC Fight Night: Thomas vs. Florianで復帰し、ピート・セルと再戦。3ラウンドに右ストレートでKO勝利を収めた。
2008年4月19日にはUFC 83でカリブ・スターンズに判定勝利を収めた。11月15日のUFC 91ではデミアン・マイアにチョークスリーパーで敗れた。
2009年9月16日のUFC Fight Night: Diaz vs. Guillardでティム・クレデューと対戦。1ラウンドでダウンを奪われるも、2ラウンド・3ラウンドではそれぞれダウンを奪い返し、3-0の判定勝ちを収め、ファイト・オブ・ザ・ナイトを受賞した。
2010年3月31日、UFC Fight Night: Florian vs. Gomiでは同じTUF出身のホルヘ・リベラと対戦。2R開始直後にリベラの左フックでダウンし、パウンドでTKO負けを喫した。
2014年12月16日、カン・リー、ジョン・フィッチと共にUFCに独占禁止法違反の起訴を起こした。

## 戦績
| 総合格闘技 戦績 | 総合格闘技 戦績 | 総合格闘技 戦績 | 総合格闘技 戦績 | 総合格闘技 戦績 | 総合格闘技 戦績 | 総合格闘技 戦績 |
| --------------- | --------------- | --------------- | --------------- | --------------- | --------------- | --------------- |
| 16 試合         | (T)KO           | 一本            | 判定            | その他          | 引き分け        | 無効試合        |
| 12 勝           | 7               | 2               | 3               | 0               | 0               | 0               |
| 4 敗            | 2               | 1               | 1               | 0               | 0               | 0               |

| 勝敗 | 対戦相手                   | 試合結果                          | 大会名                                               | 開催年月日     |
| ×    | ホルヘ・リベラ             | 2R 0:29 TKO（左フック→パウンド）  | UFC Fight Night: Florian vs. Gomi                    | 2010年3月31日  |
| ○    | ティム・クレデュー         | 5分3R終了 判定3-0                 | UFC Fight Night: Diaz vs. Guillard                   | 2009年9月16日  |
| ○    | ジェイソン・マクドナルド   | 1R 2:27 TKO（グラウンドの肘打ち） | UFC 97: Redemption                                   | 2009年4月18日  |
| ×    | デミアン・マイア           | 1R 2:13 チョークスリーパー        | UFC 91: Couture vs. Lesnar                           | 2008年11月15日 |
| ○    | カリブ・スターンズ         | 5分3R終了 判定3-0                 | UFC 83: Serra vs. St-Pierre 2                        | 2008年4月19日  |
| ○    | ピート・セル               | 3R 0:44 KO（右ストレート）        | UFC Fight Night: Thomas vs. Florian                  | 2007年9月19日  |
| ×    | リッチ・フランクリン       | 1R 2:34 KO（左ストレート）        | UFC 56: Full Force 【UFC世界ミドル級タイトルマッチ】 | 2005年11月19日 |
| ○    | ピート・セル               | 1R 0:42 TKO（左フック）           | Ultimate Fight Night 1                               | 2005年8月6日   |
| ○    | ショーニー・カーター       | 1R 2:37 TKO（スタンドパンチ連打） | UFC 53: Heavy Hitters                                | 2005年6月4日   |
| ○    | ロデューン・シンケイド     | 1R 3:17 TKO（パンチ連打）         | The Ultimate Fighter 1 Finale                        | 2005年4月9日   |
| ○    | クリス・キーヴァー         | 1R 4:33 三角絞め                  | IFC: Battleground Boise                              | 2003年10月25日 |
| ×    | グスタボ・シム             | 5分3R終了 判定0-3                 | KOTC 25: Flaming Fury                                | 2003年6月29日  |
| ○    | ホルヘ・ロペス             | 1R 1:02 KO（パンチ）              | Gladiator Challenge 14                               | 2003年2月16日  |
| ○    | トッド・カーニー           | 腕ひしぎ十字固め                  | Excalibur Extreme Fight Challnge 13                  | 2002年12月7日  |
| ○    | ナカパン・パンジェフォン   | 5分2R終了 判定2-0                 | Excalibur Extreme Fight Challnge 11                  | 2002年7月6日   |
| ○    | ドリュー・マクフェドリーズ | 2R 3:03 TKO（疲労）               | Extreme Challenge 43                                 | 2001年9月8日   |

## 表彰
- UFC ファイト・オブ・ザ・ナイト（1回）